# Alle for én
Alle for én er en dansk komediefilm fra 2011, skrevet af Mick Øgendahl og instrueret af Rasmus Heide.
Filmen er produceret af Fridthjof Film som er holdet bag Blå Mænd.
Det Danske Filminstitut har støttet produktionen med 775.000 kr., mens Den Vestdanske Filmpulje har bidraget med 750.000 kr. Produktionen er ligeså blevet støttet af danske TV 2.
Den 16. januar 2012 offentliggjorde Det Danske Filminstitut at Mick Øgendahl var i gang med manuskriptet til en forsættelse.
Filmen med titlen Alle for to havde premiere 31. januar 2013.

## Medvirkende
- Mick Øgendahl som Ralf
- Rasmus Bjerg som Timo
- Jonatan Spang som Nikolai
- Jon Lange som Martin
- Charlotte Fich som Line
- Mille Dinesen som Niemeyers kone
- Lisa Werlinder som Sofie
- Gordon Kennedy som Toke
- Signe Anastassia Mannov som Helle
- Rutger Hauer som Niemeyer
- Kurt Ravn som Arno (Ralf og Timos far)
- Ole Thestrup som Arkivbetjent
- Ole Holmgaard som betjent
- Karen-Lis Ahrenkiel som Nikolais mor
- Søren Vejby som håndlanger

## Eksterne Henvisninger
- Alle for én på Internet Movie Database (engelsk)
- Alle for én på Filmdatabasen
- Alle for én på danskefilm.dk
- Alle for én på danskfilmogtv.dk
- Alle for én på Scope
- Alle for én på MovieMeter (nederlandsk)
- Alle for én på Turner Classic Movies (engelsk)
- Alle for én på The Movie Database (engelsk)
- Alle for én på Filmaffinity (engelsk)